# Nevesteasca
Nevesteasca – wieś w Rumunii, w okręgu Prahova, w gminie Podenii Noi. 
W 2011 roku liczyła 408 mieszkańców.